# Alexandra Crandell
Alexandra Crandell, conosciuta anche come Allie Crandell (Sacramento, 1987), è una modella statunitense.

## Carriera
Alexandra Crandell inizia a lavorare nel mondo della moda nel 2007, grazie ad un contratto ottenuto con l'agenzia di moda Wilhelmina Models, a cui aveva inviato delle proprie foto. Nel corso del suo primo anno di attività la modella viene scelta dal sito models.com come "modella della settimana", compare nel videoclip No Promises di Shayne Ward e Falling Down dei Duran Duran, e sfila per il catalogo del 2007 della Revolve Clothing.
Nel 2008 compare sulla rivista V, insieme a Erin Heatherton e Camilla Finn, fotografate da Ellen von Unwerth. Nello stesso anno prende parte al reality show The City, al fianco del fidanzato, il modello Adam Senn. Nel 2009 la Crandell ha lasciato la Wilhelmina Models ed ha deciso di farsi rappresentare dalla One Model Management, ed ha lavorato come testimonial per la Diesel.

## Agenzie
- Wilhelmina Models
- One Management - New York
- Independent Models